# La Moustache
Cet article concerne un film d'Emmanuel Carrère. Pour la nouvelle de Guy de Maupassant, voir La Moustache (Maupassant).
Pour plus de détails, voir Fiche technique et Distribution.
La Moustache est un film français d'Emmanuel Carrère, sorti en 2005, adapté de son roman éponyme paru en 1986.

## Synopsis
Depuis toujours, Marc porte la moustache. Un soir, il décide pourtant de la raser. Mais ni sa femme Agnès, ni leurs amis ne le remarquent, affirmant même... qu'il n'a jamais eu de moustache. Le doute commence alors à s'installer chez Marc.
La fin du film est énigmatique. 
Plusieurs théories sont possibles, on ne saura jamais vraiment laquelle est la bonne. 
Schizophrénie de Marc ? 
Rêve de Marc ? 
Coup monté d'Agnès ? 
Retour spatio-temporel à Bali ? 
S'agit-il de nous faire vivre le point de vue d'un schizophrène qui ne distingue plus le vrai du faux ?

## Fiche technique
- Titre : La Moustache
- Réalisation : Emmanuel Carrère
- Scénario : Jérôme Beaujour et Emmanuel Carrère, d'après le roman homonyme de ce dernier.
- Photographie : Patrick Blossier
- Musique : Philip Glass (Concerto pour violon et orchestre)
- Montage : Camille Cotte
- Distribution des rôles : Sylvie Brocheré
- Décor : Françoise Dupertuis
- Costumes : Elisabeth Tavernier
- Production : Anne-Dominique Toussaint pour Les Films des Tournelles
- Durée : 82 minutes (1 h 22)
- Dates de sortie : 15 mai 2005 (Festival de Cannes), 6 juillet 2005 (France et Belgique)

## Distribution
- Vincent Lindon : Marc Thiriez
- Emmanuelle Devos : Agnès Thiriez
- Mathieu Amalric : Serge Schaeffer
- Hippolyte Girardot : Bruno
- Cylia Malki : Samira
- Macha Polikarpova : Nadia Schaeffer
- Fantine Camus : Lara Schaeffer
- Frédéric Imberty : Patron café
- Brigitte Bémol : Policière
- Denis Ménochet : Serveur
- Franck Richard : Chauffeur taxi
- Elizabeth Marre : Hôtesse Roissy
- Teresa Li : Caissière ferry-boat
- Au Hin Wai : Contrôleur passeport
- Kwok Chan Chung : Employé aéroport
- Perry Siu Fun Ho : Marin
- Hung Siu : Homme tai chi
- Hei Poon Yuen : Réceptionniste hôtel
- Hélène Devynck : Amie du casino
- Jérôme Bertin : Ami du casino
- Camille Cotte : Opératrice France Télécom (voix)
- Pierre Pachet : Père de Marc (voix)

## Distinctions

### Récompenses
- Festival de Cannes 2005 : Label Europa Cinemas
- Primé sur scénario dans le cadre de l'Aide à la Création 2004 de la Fondation Gan pour le Cinéma

## Autour du film
Le film a été tourné :
- à Paris :7e et 10e arrondissements
- dans le Val d'Oise : Aéroport de Paris-Charles-de-Gaulle
- à Hong Kong
- à Macao